# 三角巾
三角巾，正式名為三角繃帶，是急救包中重要包紮用品。其形狀是一等腰直角三角形，短邊邊長一米餘，部分以扣布製成。

## 用途
- 減少出血
- 固定敷料及夾板
- 固定及承托受傷部位

## 用法

### 直接使用
- 懸帶 - 當傷者手部受創或肋骨骨折，它可用來固定一隻手於胸前
  - 臂懸帶 - 較易觀察手指血液循環
  - 三角懸帶 - 可應付較嚴重傷勢及允許傷者躺臥
- 其它部位的包紮例子
  - 頭部
  - 胸部前、後
  - 肘部、膝部
  - 手、腳掌
- 一些部位需兩塊三角巾包紮，如肩部

### 寬繃帶
把三角巾的直角尖朝上，上下對摺兩次。
- 當傷者下肢骨折而沒有夾板時，可以三條闊繃帶紮穩
- 當傷者骨折而需使用夾板時，亦須用闊繃帶紮穩夾板

### 窄繃帶
把闊繃帶上下對摺一次。
- 一些部位的包紮需借助窄繃帶，如髖部、腹股溝

### 環形襯墊
把窄繃帶一端繞成一小環，另一端循環身不斷穿繞，最後成一堅實襯墊。
- 如傷口有異物或骨折，應在包紮前置襯墊於敷料上，以避免在創口上過度施壓。

## 注意事項

### 固定
包紮後應用平結或安全別針固定三角巾。

### 檢查
包紮後亦應檢查傷者的血液循環，如它受到妨礙，應用以下方法解決：
- 變更肢體位置
- 重新包紮
- 移除繃帶

### 收拾
將三角巾摺成窄繃帶，把兩端摺向中間再對摺。

### 突發意外
如傷者手部受傷但無帶備三角巾，可以以衣物(如長衣袖)用別針固定，作臨時懸帶。

## 參看
- 急救